# シェア・インターナショナル

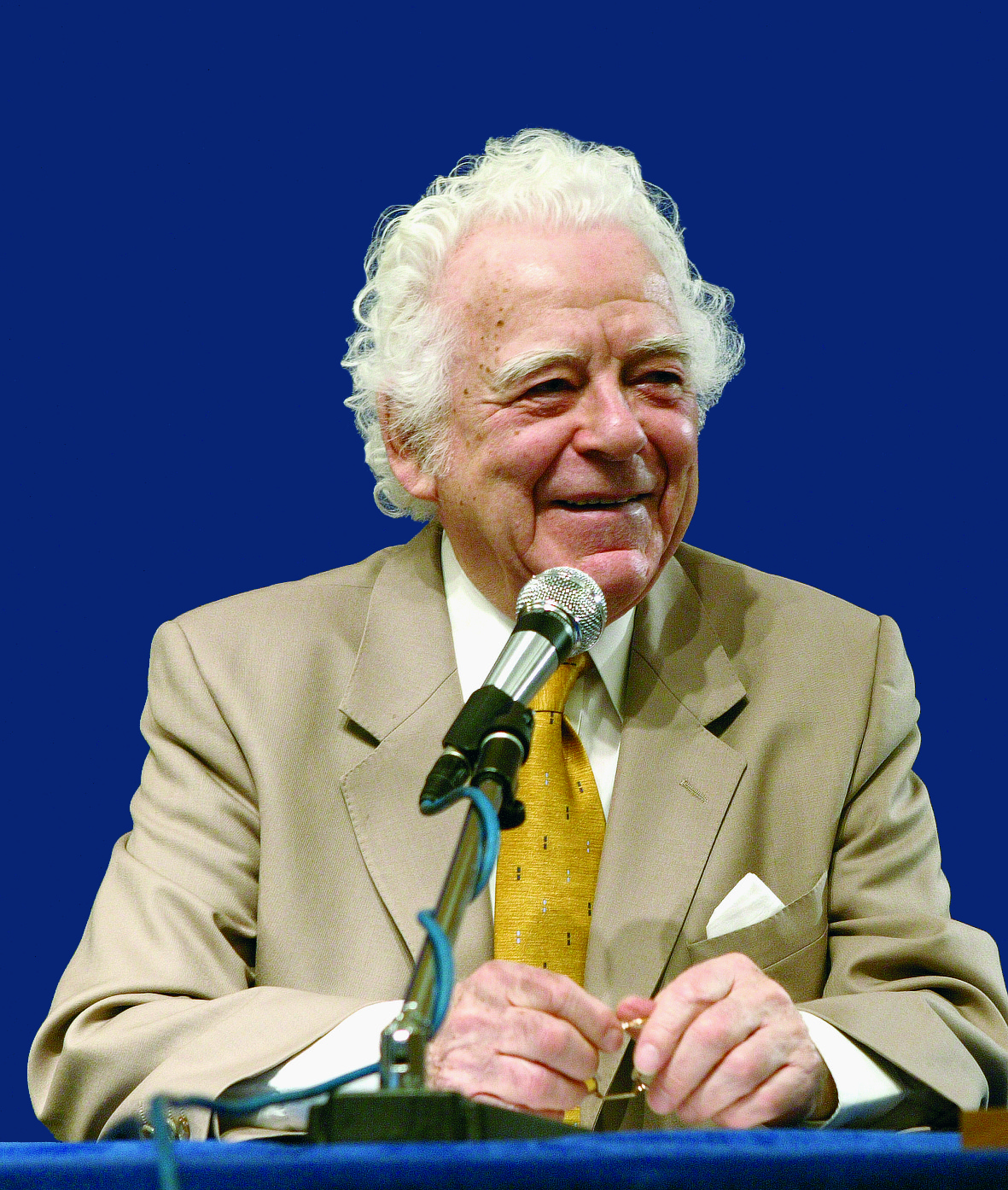
パリで講演するクレーム　2006年

シェア・インターナショナル財団（英：Share International Foundation）は、イギリス人の画家・神秘思想家のベンジャミン・クレーム（1922年 − 2016年）が設立した非営利団体である。クレームは1959年に「至高のマスター」（近代神智学でいう「智慧のマスター」）からテレパシーでメッセージを受け取ったと主張し、マイトレーヤ（弥勒菩薩）がマスターの団体「大白色同胞団」の代表として到来すると予言した。財団はロンドン、アムステルダム、東京、ロサンゼルスに主な事務所がある。この組織の前身はターラ・センター（英：Tara Center、ロサンゼルス）で、その名でも知られる。クレームは、近代神智学を創始したオカルティストのヘレナ・P・ブラヴァツキーやアリス・ベイリーの信奉者で、シェア・インターナショナルの思想も近代神智学の系譜に連なる。進化とは物質の霊化の過程であり、人類は転生（生まれ変わり）を繰り返して神性に向かって霊的に進化し、最終的に本源である「宇宙意識」に還るとしている。
この組織は、霊的ヒエラルキー上位者「ハイアラキー」が実在し、ハイアラキーの長で精神的に進んだ人類の指導者「世界教師」「世界大師」がおり、それがマイトレーヤであると信じている。ハイアラキーは地球進化の大計画のために尽力しているとされる。神は偉大な宇宙の存在で、マイトレーヤはUFOと関係があるという。クレームは、マイトレーヤは1977年7月19日からロンドンのインド人コミュニティーに暮らしており、最初の数年はロンドンのブリックレーン地区に住んでいたと主張している。
ハイアラキーが管理するポジティブな霊的エネルギーを人類に伝え、有益な「エネルギーのー貯蔵庫」を作る方法として、「伝導瞑想」という瞑想を行う。伝導瞑想は世界に良い変化をもたらすとし、実践は世界への奉仕であると考え、実践者は非常に速いスピードで霊的に成長するとしている。
ベンジャミン・クレームは2016年に死去した。後継者は明確にされていないが、財団は存続しており、クレームの追随者たちはマイトレーヤが人々の前に現れる日を待ち続けている。

## 信仰、背景
ベンジャミン・クレームは、近代神智学を創始したオカルティストのヘレナ・P・ブラヴァツキー、ヘレナ・レーリヒ（神智学徒ニコライ・リョーリフの妻）、神智学から分派したアルケイン・スクールのアリス・ベイリーの信奉者だった。クレームは1959年1月初頭の夜に「マイトレーヤ」というエンティティと接触し、そこから何十年にも及ぶ活動が始まったという。
シェア・インターナショナルは出版物で、マイトレーヤ（サンスクリット語で「慈しみ」を意味する）が到来すると主張している。それは仏教の予言にある弥勒菩薩というだけではなく、世界中の信仰の予言における救世主であり、キリスト教においては第二のキリストであり、ヒンドゥー教においてはヴィシュヌの化身であるカルキであり、イスラム教では人類の最終的な救世主として現れるムハンマド・ムンタザルであり、ユダヤ教ではユダヤのメシア（救世主）であるという。全ての宗教の救世主であるとしている。クレームは、マイトレーヤがイエス大師を通して（またはハイアラキーの意識が一時的に弟子に入る「オーバーシャドウ」で）2000年前にそれを証明したと主張している。
1972年にクレームはマイトレーヤ（キリスト）がもうすぐやってくると予言、74年にマスターが「顕現体」を通して地上に現れる準備をしていると通達し、マイトレーヤが82年にこの世にあらわれると予言したが、実現しなかった。クレームの信念によると、マイトレーヤはヒマラヤに住んでいたが、1977年に古代の隠れ家を出て下山し、飛行機に乗ってロンドンに行った。そしてロンドンのブリックレーン地区にあるインド・パキスタン人のコミュニティに下宿し、ここで生活し働いていた。彼は一見して普通の人物で、その真実の姿はほとんど知られていなかったとしている。マイトレーヤは人類の自由意思を侵害しないよう徐々に公に現れているとし、もうすぐ全貌を表すだろうと講演などで主張し続けた。財団のホームページには、1988年から2002年の間にマイトレーヤが239回登場した。ジャーナリストがブリックレーン地区からマイトレーヤを招こうとしたが、実現しなかった。
クレームによると、マイトレーヤは冷戦の終結、ドイツ再統一、南アフリカにおけるアパルトヘイトの終焉に影響を与えた。
マイトレーヤの基本的な教えは「世界を共有し、救いなさい…あなたの兄弟の必要とするものをあなたの行為の尺度とし、世界の問題を解決しなさい。他に道はないのです」というものであり、人類が自由意思で分かち合い、正しい人間関係に踏み出す準備ができれば、目に見える「至高のマスター」の団体と共にマイトレーヤが顕現するとしている。その時マイトレーヤはテレビやラジオを通して世界中に姿を見せ、テレパシーで人々にそれぞれの言語を使って語りかけ、選ばれた人々だけが奇跡の癒しを与えられるという。
また、UFO（宇宙船）の実在を信じ、UFOはマイトレーヤが降臨する先触れであり、金星と火星からきていると考えている。太陽系の惑星にはそれぞれハイアラキーがあり、太陽系には一つの巨大なハイアラキーが存在するとしている。神とは「この惑星に命を吹き込む偉大な宇宙の存在」であるとされ、「ロゴス」とも呼ばれる。「宇宙の兄弟たち」は地球上で「人類が世界の危機を切り抜けるのを支援する」という使命を持つとしている。
シェア・インターナショナルによると、マイトレーヤは1988年6月11日に、ケニアのナイロビ郊外で行われた6000人のクリスチャンの集会に現れ、キリストのような影が映った写真が世界中に流布された。クレームはこれ以降、マイトレーヤが幾度も出現し、インタビューを受けていると主張した。1991年から2002年にかけて、マイトレーヤは世界中でオーソドックスな信仰を持つ人々の集会の前に出現し、指導者を待望する人々に手短にスピーチし、出現地点近くに癒しの水を湧かせたとしている。この癒しの水は、メキシコ、ドイツ、インドにあり、数百万人が訪問しているという。組織はマイトレーヤ出現リストを出版している。
1972年のクレームのマイトレーヤの到来の発表のあと、シェア・インターナショナルの支持者はインターネットで熱心にマイトレーヤを探した。彼らの情熱は、マイトレーヤと誤認された人々にとって頭の痛い問題だった。一部の人々が、インド系イギリス人ジャーナリストで食糧問題活動家のラジ・パテル（1972年 - ）がマイトレーヤかもしれないと考えた。パテルに問い合わせが殺到したが、彼は自身のブログとガーディアン誌で強く否定した。
資本主義に対して批判的で、マイトレーヤによると「商業至上主義は原子爆弾より危険」である。株式市場は「貪欲のギャンブルのカジノ」であるとし、株式市場の崩壊がマイトレーヤ出現の合図であるとしている。
ベンジャミン・クレームは2016年10月24日に93歳で死去した。信奉者たちは、彼がマイトレーヤやキリストに繋がったと信じている。彼の死後、マイトレーヤを待ち続ける支持者たちを誰が指導するかは不明である。アメリカのスポークスパーソンは、クレームがいなくなっても使命は変わらず、それぞれのグループが努力を継続するだろうと述べている。

## 伝導瞑想
ベンジャミン・クレームは1974年に「伝導瞑想」という瞑想を提唱した。最初の瞑想グループと、霊的エネルギーを変圧するという木とガラスでできた正四面体を作り、同じ年に霊的エネルギーのバッテリーを作った。クレームによると、この瞑想はポジティブな霊的エネルギーをハイアラキーから人類に伝導する方法で、人類の利益のために「エネルギーのー貯蔵庫」を作る方法である。シェア・インターナショナルによると、瞑想とは「自己の魂と接触し、ついには魂と一体になる科学的手段。また霊的印象付けに敏感になり、そうすることで霊ハイアラキーと協力する過程」で、伝導瞑想は「カルマヨガ（奉仕）とラヤヨガ（エネルギー、チャクラ）を組み合わせた新しいグループ瞑想」である。彼らが信じるハイアラキーは「この惑星の為に描かれた進化の大計画の成就」のために霊的エネルギーを管理・分配するが、宇宙を源とするそのエネルギーは高度すぎて人類には扱えないので、伝導瞑想のグループが変圧器になり、より低い波動（振動）の「人類により使用可能な、入手し易いもの」に変換すると主張されている。
シェア・インターナショナルによると、600の伝導瞑想のグループが世界中にあり、日本にも複数のグループが存在する。このグループでは、最初にまず眉間に集中しながら「神の御心の光の源より光をあまねく人の心に流れ入れさせ給え。光を地上に降らせ給え」という言葉で始まる大祈願というマントラを声に出して唱え、それにより伝導瞑想のグループにハイアラキーとつながる伝導管ができるという。グループは、スピリチュアルなエネルギーが送られる、または智慧のマスター（昇天したマスター、アセンデッドマスターとも呼ばれる）が彼らに「降りる」間、静かに座っている。
伝導瞑想で霊的エネルギーが世界を満たすと、世界の指導者が一夜である種の合意に至ったり、長年敵対する国同士が突然交渉のテーブルにつくなどの変化が起こると主張している。このような変化を起こす伝導瞑想は世界への奉仕であるとされ、個人的な瞑想というより、奉仕活動として続けられている。
また、霊的成長の強力な手段であり、1年の実践で10～15年の個人瞑想と同等の霊的進化がもたらされるとしている。知識も経験も必要なく、12歳以上なら誰でもできるほど簡単であるという。伝導瞑想は非宗教的な瞑想であるとされ、どんな信仰を持っている、あるいは信仰を持っていなくても参加できるとしている。

## 組織と雑誌「シェア・インターナショナル」
組織の前身はターラ・センター（ロサンゼルス）、ターラ出版（ロンドン）である。シェア・インターナショナル財団はマイトレーヤの教えの普及に努めており、アムステルダム、ロンドン、ロサンゼルス、東京、他にいくつかの国に事務所がある。アメリカ本部は西海岸にあり、ベンジャミン・クレーム美術館がある。
日本には30年以上前から進出しており、ベンジャミン・クレームの活動の日本における窓口として、シェア・インターナショナル・グループの下部組織シェア・ジャパン（住所・代表者非公開）がある。日本では石川道子が講演などを行っている。
組織は「Share International」という月間の雑誌を出版している。1982年1月創刊。クレームは雑誌に、智慧のマスター（すでに惑星の進化を通過し、物理的な肉体は必要ないとされる霊的な存在）からテレパシーで伝達されたという記事を発表している。この雑誌は、世界中の人々が体験した奇跡を掲載しているとしている。
雑誌の日本語版は1986年4月に創刊され、石川道子が監修している。

## 受容と批判
アメリカの宗教学者J・ゴードン・メルトンによると、クレームの主張はキリスト教の福音主義者がニューエイジ運動を判断する触媒としての役割を果たした。1982年の週間広告の後、クレームが反キリストの手先であると批判する別の広告がロサンゼルスタイムズに掲載された。福音主義的なクリスチャンである作家・弁護士のコンスタンス・カンビーは、マイトレーヤは反キリストの偽名であり、シェア・インターナショナルはルシファー運動であると見做した。別の福音主義的なクリスチャンは、カンビーの陰謀論的な見解とは距離を置いていた。
イギリスのジャーナリストMick Brownはクレームの信仰や主張は、幻想的で異国的であると述べた。The Daily Beast の Katie Zavadski は、シェア・インターナショナルのイデオロギーはSFのようだと評している。

## 関連文献
- ベンジャミン・クレーム『マイトレーヤの使命　改定版』石川道子 訳、シェア・ジャパン出版部、1991年。